# Mikroregiony v Kraji Vysočina
Mikroregiony jsou regiony malého geografického měřítka. V Kraji Vysočina byly zakládány od roku 1999 a jejich celkový počet je 43.
| Název                                             | Sídlo                    | Okres                                     | Účel           |
| ------------------------------------------------- | ------------------------ | ----------------------------------------- | -------------- |
| Brána Vysočiny                                    | Nová Cerekev             | Pelhřimov                                 | rozvoj regionu |
| Černé Lesy                                        | Brtnice                  | Jihlava, Třebíč                           | rozvoj regionu |
| Černý les                                         | Strážek                  | Žďár nad Sázavou                          | rozvoj regionu |
| Čeřínek - jih                                     | Kostelec                 | Pelhřimov, Jihlava                        | rozvoj regionu |
| Dobrovolné sdružení regionu Hrotovicka            | Hrotovice                | Třebíč                                    | rozvoj regionu |
| Dobrovolný svazek obcí - Svazek obcí Pod Peperkem | Velká Losenice           | Žďár nad Sázavou                          | rozvoj regionu |
| Dobrovolný svazek obcí Hořepnický region          | Hořepník                 | Pelhřimov                                 | rozvoj regionu |
| Dobrovolný svazek obcí Krupsko                    | Horní Krupá              | Havlíčkův Brod                            | rozvoj regionu |
| Dobrovolný svazek obcí Mikroregionu Polensko      | Polná                    | Havlíčkův Brod, Jihlava, Žďár nad Sázavou | rozvoj regionu |
| Dobrovolný svazek obcí 2002                       | Hrotovice                | Třebíč                                    | rozvoj regionu |
| Horácko-ekologický mikroregion                    | Budišov                  | Třebíč, Žďár nad Sázavou                  | rozvoj regionu |
| Chvojnice - mikroregion                           | Rapotice                 | Třebíč                                    | rozvoj regionu |
| Jemnický mikroregion                              | Jemnice                  | Třebíč, Jindřichův Hradec, Znojmo         | rozvoj regionu |
| Loucko                                            | Luka nad Jihlavou        | Jihlava                                   | rozvoj regionu |
| Mikroregion Bystřicko                             | Bystřice nad Pernštejnem | Žďár nad Sázavou                          | rozvoj regionu |
| Mikroregion Dušejovsko                            | Dušejov                  | Jihlava                                   | rozvoj regionu |
| Mikroregion Jihlavsko                             | Jihlava                  | Jihlava                                   | rozvoj regionu |
| Mikroregion Košeticko                             | Košetice                 | Pelhřimov                                 | rozvoj regionu |
| Mikroregion Náměšťsko                             | Náměšť nad Oslavou       | Třebíč                                    | rozvoj regionu |
| Mikroregion Novoříšsko                            | Nová Říše                | Jihlava, Jindřichův Hradec                | rozvoj regionu |
| Mikroregion obcí Povodí Stařečského potoka        | Stařeč                   | Třebíč                                    | rozvoj regionu |
| Mikroregion Podhůří Mařenky                       | Rokytnice nad Rokytnou   | Třebíč                                    | rozvoj regionu |
| Mikroregion Telčsko                               | Telč                     | Jihlava, Jindřichův Hradec                | rozvoj regionu |
| Mikroregion Třebíčsko                             | Třebíč                   | Třebíč                                    | rozvoj regionu |
| Mikroregion Třešťsko                              | Třešť                    | Pelhřimov, Jihlava                        | rozvoj regionu |
| Mikroregion Velkomeziříčsko - Bítešsko            | Velké Meziříčí           | Žďár nad Sázavou, Brno-venkov             | rozvoj regionu |
| Moravskobudějovický mikroregion                   | Moravské Budějovice      | Třebíč                                    | rozvoj regionu |
| Novoměstsko                                       | Nové Město na Moravě     | Žďár nad Sázavou                          | rozvoj regionu |
| Rokytná - ekologický mikroregion                  | Jaroměřice nad Rokytnou  | Třebíč                                    | rozvoj regionu |
| Sdružení mikroregionu Pelhřimov                   | Pelhřimov                | Pelhřimov                                 | rozvoj regionu |
| Sdružení Svidník                                  | Černovice                | Pelhřimov                                 | rozvoj regionu |
| Stonařovsko                                       | Stonařov                 | Jihlava                                   | rozvoj regionu |
| Subregion Velké Dářko - dobrovolný svazek obcí    | Žďár nad Sázavou         | Žďár nad Sázavou                          | rozvoj regionu |
| Svazek obcí Borovsko                              | Havlíčkova Borová        | Havlíčkův Brod                            | rozvoj regionu |
| Svazek obcí Haberska                              | Habry                    | Havlíčkův Brod                            | rozvoj regionu |
| Svazek obcí Lípa                                  | Kamenice nad Lipou       | Pelhřimov, Jihlava                        | rozvoj regionu |
| Svazek obcí mikroregionu Ledečsko                 | Ledeč nad Sázavou        | Havlíčkův Brod, Kutná Hora                | rozvoj regionu |
| Svazek obcí mikroregionu Stražiště                | Pacov                    | Pelhřimov                                 | rozvoj regionu |
| Svazek obcí mikroregionu Světelsko                | Světlá nad Sázavou       | Havlíčkův Brod                            | rozvoj regionu |
| Svazek obcí mikroregionu Zálesí                   | Humpolec                 | Pelhřimov                                 | rozvoj regionu |
| Svazek obcí Podoubraví                            | Chotěboř                 | Havlíčkův Brod                            | rozvoj regionu |
| Svazek obcí Přibyslavska                          | Přibyslav                | Havlíčkův Brod, Jihlava, Žďár nad Sázavou | rozvoj regionu |
| Svratecko-křetínský trojúhelník                   | Bystré                   | Žďár nad Sázavou, Svitavy, Blansko        | rozvoj regionu |